# Terra de ninguém
Terra de ninguém é um termo empregado para designar um território não ocupado ou, mais especificamente, um território sob disputa entre partes que não o ocuparam por medo ou incerteza. O termo é uma derivação da expressão da língua inglesa "no man's land" (literalmente "terra de nenhum homem") criada durante a Primeira Guerra Mundial.

## História

### Primeira Guerra Mundial

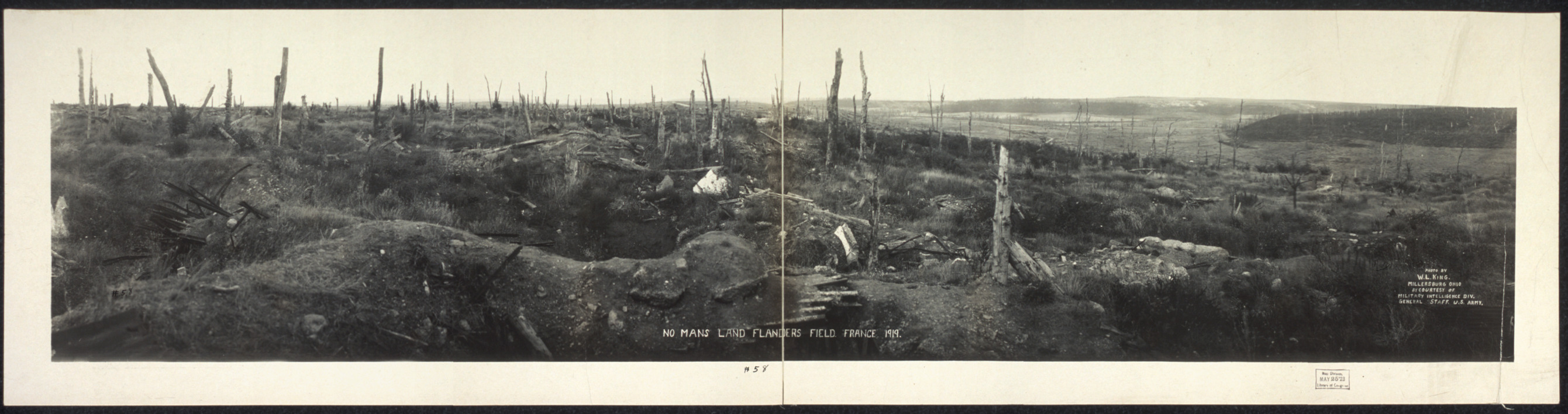
A "terra de ninguém" no fronte ocidental durante a primeira guerra mundial.

Na Primeira Guerra Mundial e em outras guerras que envolveram combates de trincheiras, o termo "terra de ninguém" indicava o espaço entre as trincheiras das duas ou mais  forças beligerantes. Esse território não era controlado por nenhum dos lados combatentes, era um lugar neutro no campo de batalha.
A terra de ninguém era uma área muito perigosa porque não fornecia nenhuma cobertura que as trincheiras proporcionavam. No entanto, soldados eram forçados a cruzá-la quando avançavam, e os responsáveis pela evacuação de feridos precisavam atravessá-la para transportar os soldados para tratamento.
A terra de ninguém era frequentemente uma experiência difícil para os soldados, variando de algumas centenas de metros a, em alguns casos, apenas 15 metros. Defendidas por metralhadoras e atiradores de ambos os lados, essas zonas estavam quase sempre minadas e repletas de arame farpado. Bombardeamento intenso e artilharia cobriam a terra de ninguém em um mar de explosões e fogo, devastando a área.

### Guerra fria
Durante a Guerra Fria, a terra de ninguém era o território próximo à Cortina de ferro. Oficialmente a zona pertencia ao bloco de leste, mas ao longo da cortina de ferro havia diversas zonas de terra inabitada, com centenas de metros de comprimento, contendo torres de vigilância e campos minados.